# Ferdinand von Schlippenbach
Ferdinand Graf von Schlippenbach (* 26. Dezember 1799 in Arendsee; † 25. April 1866 in Berlin) war ein preußischer Generalleutnant.

## Leben

### Herkunft
Er war der Sohn von Friedrich Wilhelm Graf von Schlippenbach (* 16. Juni 1772 in Berlin; † 20. September 1832 in Basedow) und dessen Ehefrau Karoline Friederike, geborene Gräfin von Beust (* 28. August 1772 in Altenburg; † 18. September 1826 in Berlin).

### Militärkarriere
Schlippenbach wurde im Februar 1814 im mecklenburg-strelitzschen Husarenregiment angestellt und war während der Befreiungskriege 1814/15 bei einem Streifkorps unter dem Prinzen Gustav Kalixt Biron von Curland unter anderem an der Belagerung von Mézières beteiligt. Nach dem Friedensschluss kam Schlippenbach im Mai 1816 als Sekondeleutnant in das 3. Husarenregiment und drei Jahre später in das 1. Garde-Ulanen-Regiment. Am 19. September 1821 folgte seine Versetzung in das 2. Garde-Ulanen-Regiment, in dem Schlippenbach bis Oktober 1848 zum Major und Stabsoffizier aufstieg. Vom 14. Oktober 1848 bis 10. März 1852 hatte er das Kommando über das 7. Kürassierregiment. Anschließend befehligte Schlippenbach das 6. Kürassierregiment. Dieses Kommando gab er am 12. Juli 1854 ab, wurde Kommandeur der 9. Kavallerie-Brigade und einen Monat später à la suite seines alten Regiments gestellt. Es folgte am 12. Juli 1855 seine Beförderung zum Generalmajor sowie am 10. Januar 1857 die Verleihung des Roten Adlerordens II. Klasse mit Eichenlaub für seine langjährigen Verdienste. Als Generalleutnant wurde Schlippenbach am 3. Dezember 1858 mit Pension zur Disposition gestellt.
Er wurde nach seinem Tod am 28. April 1866 auf dem Dorotheenstädtischen Friedhof in Berlin beigesetzt.
Schlippenbach war Rechtsritter des Johanniterordens.

### Familie
Er hatte sich am 4. Juli 1829 in Berlin mit Ottilie Albertine Eleonore Juliane Gräfin von der Schulenburg aus dem Hause Angern (* 23. September 1805; † 29. Januar 1871) verheiratet. Aus der Ehe gingen zwei Töchter hervor:
- Agnes Charlotte Friedrike Wilhelmine Alexandrine (* 27. August 1831 in Berlin) ⚭ Adalbert Freiherr von Rosenberg (1818–1880), preußischer Kammerherr und Gesandter in Lissabon
- Adelheid (* 15. Mai 1833; † 7. April 1916) ⚭ Georg Demetrius von Kleist (* 22. Dezember 1822; † 30. Mai 1886), preußischer Generalleutnant, Herr auf Rheinfeld